# ميدالية شارلوت

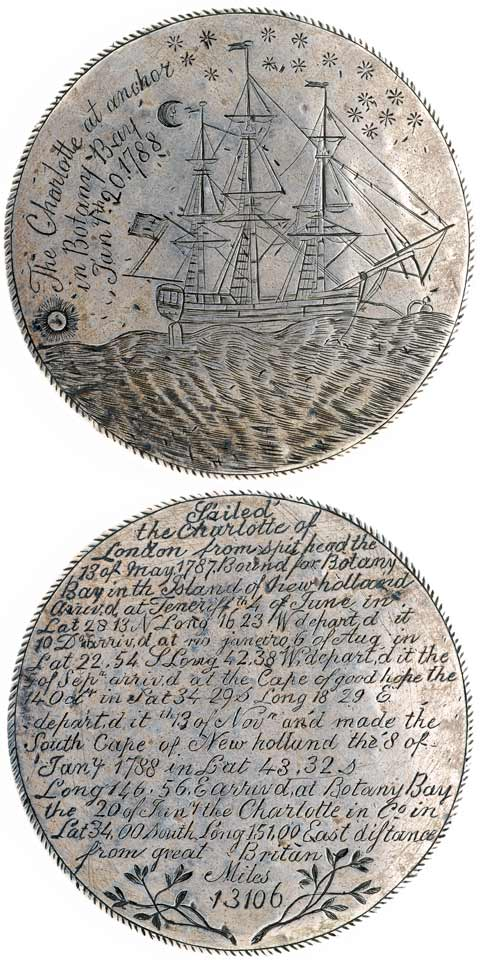
ميدالية شارلوت، 20 مايو 1788

ميدالية شارلوت (بالإنجليزية: Charlotte Medal)‏ هي ميدالية فضية 74 ملم (2. 9 في) واسعة، والتي تصور الرحلة من تشارلوت، مع الأسطول الأول، إلى خليج بوتاني، أستراليا. الوجه الآخر ليصور مشهد من السفينة ونقشت العكس مع وصفاً للرحلة. وقال ميدالية ليكون أول عمل فني الاستعماري الأسترالي.